# ناحیه کیروهورا
ناحیه کیروهورا (به لاتین: Kiruhura District) یک منطقهٔ مسکونی در اوگاندا است که در استان غربی، اوگاندا واقع شده‌است. ناحیه کیروهورا ۳۰۰٬۸۰۰ نفر جمعیت دارد.